# Aphonopelma radinum
Aphonopelma radinum là một loài nhện trong họ Theraphosidae.
Loài này thuộc chi Aphonopelma. Aphonopelma radinum được Ralph Vary Chamberlin & Wilton Ivie miêu tả năm 1939.